# Карлик Грегоріо
«Ка́рлик Грего́ріо» — картина іспанського художника на ім'я Ігнасіо Сулоага (1870—1945).

## Традиція від Веласкеса

Попередній нарис.

Після Веласкеса в іспанському живописі отримав своє життя портрет карлика. В побуті королівського двору вони зайняли особливе місце — карлики розважали вельможних та гордовитих можновладців, були живими іграшками, предметами жартів, не завжди приємних, а то і цькування. Поширення отримав парадний портрет гордовитої придворної дами, що спиралась на голівку собаки чи карлика. Придворний художник Веласкес добре знав карликів і малював як їх окремі портрети («Придворний блазень Ель Прімо», «Блазень дон Антоніо Англієць»), так і вводив їх фігури в свої картини (два карлики присутні в уславленій картині «Меніни» — тобто придворні дами.) Кулькавчика-хлопця малював і іспанський художник Хосе де Рібера (нині в музеї Лувра).

## Картина Ігнасіо Сулоага
Продовжувачем національної традиції зображення карликів став на новому етапі художник Ігнасіо Сулоага. Грегоріо — не єдиний карлик в картинах майстра, є ще й карлиця в кумедному парадному вбранні.

## Багатовимірність

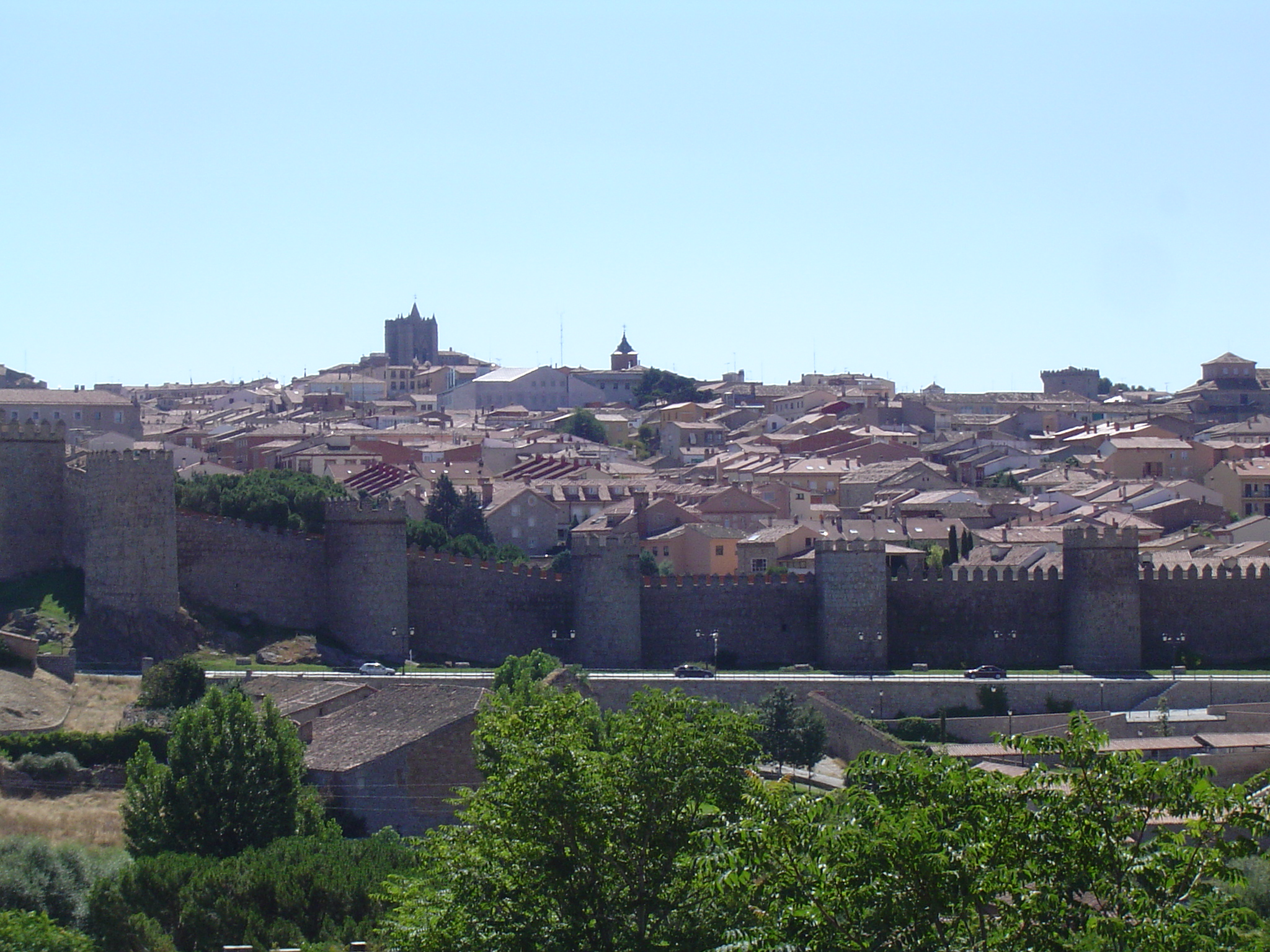
Краєвид міста Авіла.

Картині з Грегоріо притаманна багатовимірність. Жартівливість — на поверхні. Маленький на зріст Грегоріо здається ще меншим поряд зі звичними бурдюками вина.
Аби позбавити нищівного жалю фігурку каліки, Сулоага подає його в стилі парадного портрету — у повний зріст, в майже гордовитій позі, на тлі іспанського міста Авіла. Свою бідну одежину Грегоріо несе як коштовний одяг іспанського гранда. Але репрезентативний, парадний за формою портрет ламає жартівлива деталь: Грегоріо тримає два бурдюки з вином, що дорівнюють росту Грегоріо. Водночас це портрет — реалістичний, поважний до зображеної особи. Але серйозне швидко переходить у жарт, а жарт швидко повертає до серйозності.